# Phyllanthus brasiliensis
Espèce
Synonymes
Selon Tropicos (06 février 2022) :
- Conceveiba hostmanii Benth.
- Conceveiba hostmannii Benth.
- Conceveiba ovata Rich. ex A. Juss.
- Conceveiba simulata Steyerm.
- Conceveiba trigonocarpa Müll. Arg.

Selon GBIF (06 février 2022) :
- Cicca brasiliensis (Aubl.) Baill.
- Conami brasiliensis Aubl.
- Conami conami (Sw.) Britton
- Conami conami infrasubsp. publ
- Diasperus brasiliensis (Aubl.) Kuntze
- Phyllanthus brasiliensis (Aubl.) Oken
- Phyllanthus brasiliensis var. genuinus Müll.Arg
- Phyllanthus conami Sw.

Phyllanthus brasiliensis est une espèce de plantes à fleurs de la famille des Phyllanthaceae (anciennement de Euphorbiaceae). C'est un arbuste tropical trouvé en Amérique du Sud.
Il est connu en Guyane sous les noms de Counami [Kounanmi], Counami petites feuilles [Kounanmi-ti-féy] (Créole), Sinapu wibumna (Palikur), Conambi, Conami (Portugais).
Au Venezuela, on l'appelle Barbasco, Caicareño, et au Guyana Samll-leaf Kunami, Huri.

## Liste des sous-espèces et variétés
Selon GBIF (7 février 2022) :
- sous-espèce Phyllanthus brasiliensis subsp. brasiliensis (Aubl.) Poir.
- sous-espèce Phyllanthus brasiliensis subsp. glaber (Pax & K.Hoffm.) G.L.Webster

Selon Tropicos (7 février 2022) (Attention liste brute contenant possiblement des synonymes) :
- sous-espèce Phyllanthus brasiliensis subsp. brasiliensis
- sous-espèce Phyllanthus brasiliensis var. genuinus (Aubl.) Müll., 1866
- sous-espèce Phyllanthus brasiliensis subsp. glaber (Pax & K. Hoffm.) G.L. Webster, 2003
- sous-espèce Phyllanthus brasiliensis var. oblongifolius Müll. Arg., 1863

## Description
Phyllanthus brasiliensis est un arbuste ou un petit arbre, monoïque, à floraison mal-odorante, atteignant 3 m de haut.
Les branches cylindriques portent des rameaux florifèrees, glabres, caducs, bipennés (axe des rameaux avec (1)2–4 branches latérales) et longs d'environ 20 cm.
Les feuilles simples alternes sont glabres, papilleuses à pubescentes, de forme ovales à orbiculées, obtuses ou apiculées, à apex arrondi voire légèrement acuité, parfois légèrement émarginé et mucronulé, longues de (1)2–3,5(4) cm pour 1-3,5 cm de large, et à marges entières.
Les nervures secondaires sont plutôt apparentes.
Les stipules sont petites et aiguës.
Le pétioles est long de 2 à 3 mm, glabre ou à poils hyalins.
Les fleurs sont disposées sur les rameaux latéraux à l'aisselle des feuilles de la façon suivante :
les 2-8 premières aisselles sont stériles, puis succèdent à 3-7 aisselles avec des cymules de 3-5 fleurs mâles (sur de fins pédicelles atteignant jusqu'à 15 mm), et enfin quelques fleurs femelles solitaires à l'aisselle des feuilles distales (sur des pédicelles longs de 1,5-2,5 mm).
Les bractées sont linéaires, parfois irrégulièrement lobées.
Les fleurs mâles portent (4)5(6) sépales de forme oblongue à obovale ou largement elliptique à orbiculaire, 5(6) glandes discales arrondies un peu papilleuses, elliptiques à orbiculaires, et 2-3 étamines aux filets connés en une colonne massive sur plus de la moitié de sa longueur, et à anthères étalées.
Les fleurs femelles comportent des pédicelles légèrement épaissis sous les fleurs, 5-6 sépales de forme obovale à oblongue, un peu plus longs que ceux du mâle, 6 glandes discales connées dans un anneau (disque patelliforme, à 5 angles ou diversement lobé, parfois asymétrique) et quelque peu papilleuses, et 1 ovaire hirtelleux, à 3 loges.
Les styles sont séparés, bifides, avec des branches recourbées.
Le fruit est une capsule de 2,5 mm de diamètre, vaguement rugueuse sur le dessus.
Il contient 10-12 graines quasiment appariées, très délicates, souvent indistinctement striées de façon longitudinale, et avec des bandes transversales formées par des cellules épidermiques hygroscopiques claviformes,,.

## Répartition
Phyllanthus brasiliensis est présent en Colombie, au Venezuela (Bolívar), au Guyana, au Suriname, en Guyane et au nord du Brésil,.
Cette espèce a été signalée par erreur ailleurs en Amérique du Sud (souvent confondu avec Phyllanthus piscatorum H.B.K.).

## Écologie
Phyllanthus brasiliensis est un arbuste au feuillage léger, poussant dans les forêts semi-caduques du Venezuela autour de 100–200 m d'altitude.
Phyllanthus brasiliensis a été introduit en Guyane (vraisemblablement depuis le Pará au XVIIIe siècle), et y est cultivé depuis (non naturalisé).
Il est aussi cultivé au Guyana.
L'anatomie du bois de Phyllanthus brasiliensis a été décrite.

## Utilisation
En Guyane, Phyllanthus brasiliensis se raréfie mais encore est cultivé et employé pour la pêche à la nivrée (tout comme Clibadium qui porte aussi le nom de Kunami), et comme plante magique, chez quelques familles créoles de l'Orapu et de la Comté. Déjà connue en Guyane pour cet usage à l'époque Aublet, on suppose qu'elle fut introduite au cours du XVIIIe siècle et que son usage n'a pas connu un essor très important.
Son usage comme ichtyotoxique est aussi connu aux Antilles, chez les amérindiens du nord du Guyana et en Amazonie chez les Makú.
Sur le poisson rouge Carassius auratus, l'intoxication est mortelle dès la dose de : 0,08 g/1000 ml pour les racines, 0,21 g/1 ml pour les feuilles, 0,25 g/1 ml pour les tiges.
Les composés ichtyotoxiques sont des lignanes : la diphylline et la justicidine B (composé le plus toxique avec DL. : 10−6 dans l'eau).
Les Palikur de Guyane versent la macération de Phyllanthus brasiliensis dans les entrées des fourmilières pour détruire les fourmis Solenopsis et les fourmis-manioc (Atta spp.).
Tous les organes sont aussi larvicides sur Aedes aegypti. Cette activité insecticide est liée à des composés autres que ceux ichtyotoxiques cités précédemment.
Les extraits de Phyllanthus brasiliensis présentent des activités anti-inflammatoires et anti-nociceptives.
Parmi d'autres subtances, on a aussi trouvé dans Phyllanthus brasiliensis, de la 5-O-β-D-glucopyranosyljusticidine B, de la justicidine B, de la cleistanthine B, de l'arabelline, 4-O-β-D-apiofuranosyl-(10’”60”)-β-D-glucopyranosyldiphyllin, de la tuberculatine, et de la phyllanthostatine A.
Une espèce proche (Phyllanthus acuminatus Vahl) contient du phyllantoside, un lignane aux propriétés antitumorales,, et dont on a trouvé une voie de synthèse.

## Protologue
En 1775, le botaniste Aublet propose le protologue suivant : 

« CONAMI Braſilienſis. (Tabula 354.)

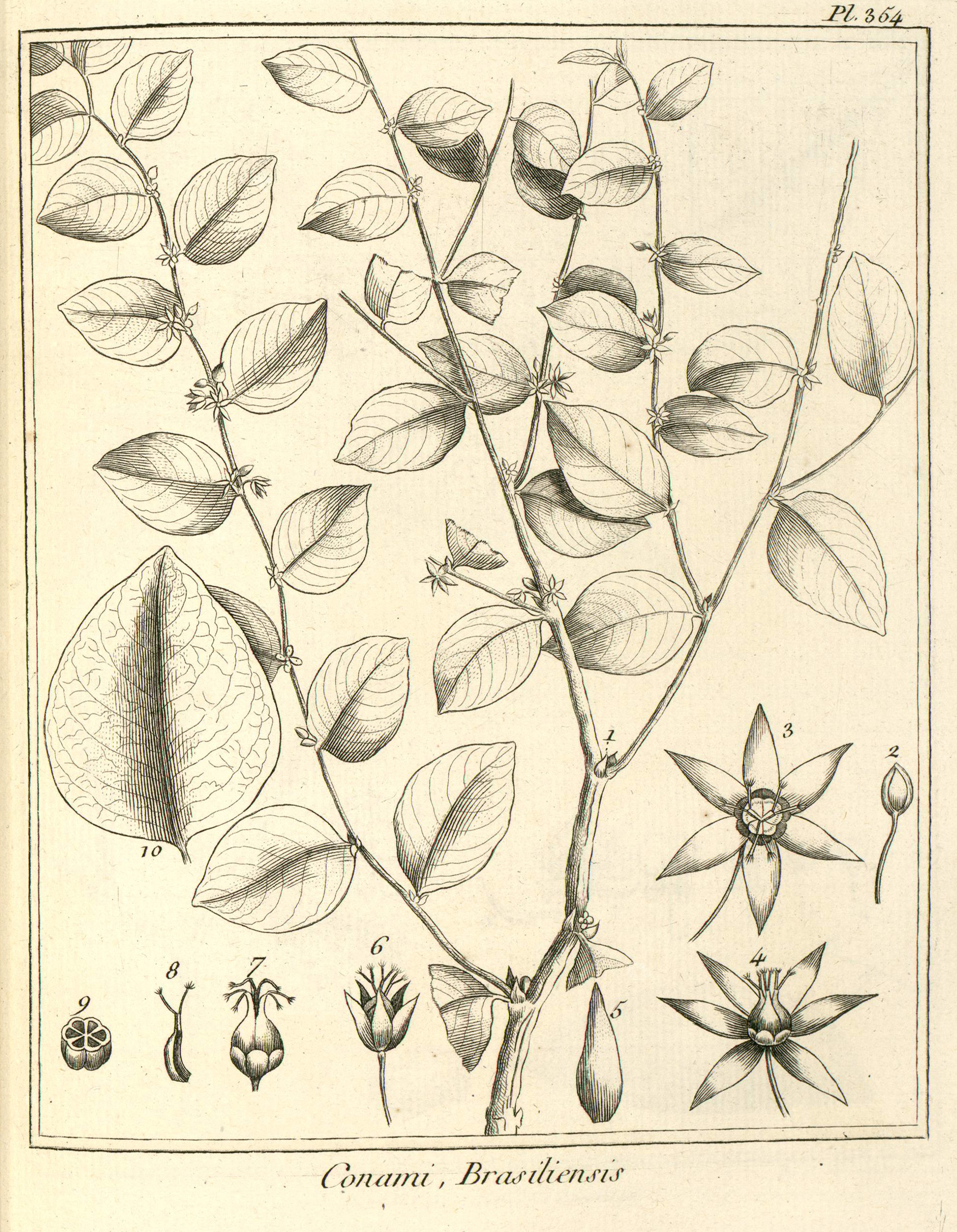
Phyllanthus brasiliensis par Aublet (1775) Planche 354.
1. Stipules. - 2. Bouton de fleur. - 3. Fleur épanouie. - 4. Calice. Piſtil. Difque. - 5. Une diviſion du calice. - 6. Calice. Ovaires. Styles. Stigmates. - 7. Ovaires entourés du diſque. - 8. Un ovaire ſéparé. Styles. Stigmates. - 9. Capſule coupée en travers. - 10. Feuille de grandeur naturelle.

Frutex  expedalis, ramos plures è caudiée cmictens. Folia alterna, ſubrotunda, acuta, inæqualia, glabra, integerrima, pallidè virentia, ſubſeſſilia. Stipulæ binæ, exiguæ, deciduæ. Flores ceſpitoſi, axillares, nutantes. Singuli pedunculo brevi innixi. Perianthium pallide virens. Fructum maturum obſervare non mihi licuit, neque maſculum fruticem.
Habitat in hortis Caïennæ & Guianæ, ob uſum ad inebriandos piſces.
Nomen Caribæum, ſeu potiùs Brafilienſe CONAMI, & ab incolis CONAMI PARA, ou AMAZONE, ob regionem è quâ fructus fuic primó allatus.

LE CONAMI du Bréſil.
Cet arbrisseau a ſept ou huit pieds de hauteur. Son tronc a environ quatre pouces de diamètre par le bas. Il pouſſe des branches à meſure qu'il ſe prolonge. Il eſt couvert d'une écorce verdâtre, raboteuſe. Son bois eſt blanchâtre, peu compact. Les branches ſont chargées de rameaux grêles, garnis de feuilles alternes, rangées à droite & à gauche ſur deux rangs. Elles ſont d'un vert pâle, liſſes, entières, les unes ovales ou arrondies, & d'autres en forme de cœur, terminées par une pointe charnue, bordée de poils. Leur pédicule eſt très court, accompagne, à ſa naiſſance, de deux stipules aiguës. De l'aiſſelle des feuilles naiſſent pluſieurs petites fleurs portées chacune ſur un pédoncule grêle qui porte à ſa baſe deux petites écailles. Ces fleurs s'inclinent au deſſous des feuilles. 
Le calice eſt d'une ſeule pièce, verdâtre, diviſé profondément en ſix parties aiguës qui portent, chacune à leur baſe, une petite écaille arrondie. 
II n'y avoit ni corolle, ni étamines. 
L'individu que j'obſervois ne portoit que des fleurs femelles. 
Le piſtil eſt un ovaire arrondi, a ſix côtes, porte ſur un diſque  vert, a ſix cannelures. Il couvre le fond du calice auquel il adhère. 
L'ovaire eſt ſurmonté de trois styles applatis, qui ſe diviſent en deux branches, terminées par un stigmate évaſé, & hériſſé de poils. cet ovaire, coupe en travers, fait voir ſix loges. 
Je n'ai pu l'obſerver en maturité, parcequ'il n'y a dans le pays que ce ſeul individu ; & il y eſt cultivé. Ses rameaux tombent chaque année. 
Cet arbriſſeau croît dans le Bréſil auprès de Para. Il eſt nommé CONAMI PARA ou AMAZONE par les Créoles. Le nom de CONAMI eſt employé pour déſigner toutes les plantes dont on ſe ſert pour enivrer les poiſſons ; ce qui ſe fait en pilant les rameaux chargés de feuilles, que l'on jette enſuite dans le courant d'une rivière. 
Lorſque cet arbriſſeau eſt en fleur, il exhale une odeur pénétrante & déſagréable. 
On a repréſenté une feuille de grandeur naturelle. Toutes les parties de la fleur ſont groſſies conſidérablement. »

— Fusée-Aublet, 1775.